# Bol'šoj Karaman
Il Bol'šoj Karaman (in russo Большой Караман?) è un fiume della Russia europea centrale, affluente di sinistra del Volga. Scorre nell'oblast' di Saratov.

## Descrizione
Il fiume ha origine sui contrafforti dell'Obščij Syrt, nella parte orientale del distretto Marksovskij poco a sud del villaggio di Jablonja. Dalla sorgente scorre in direzione sud-ovest, vicino al villaggio di Stepnoe prende la direzione nord-ovest. Il letto del fiume nel corso medio è basso e tortuoso, le sponde sono per lo più ripide. Alla foce, sulla riva sinistra del bacino idrico di Volgograd, forma una piccola baia assieme al Malyj Karaman che confluisce dal lato nord-orientale. Il fiume ha una lunghezza di 198 km (nei periodi di acqua alta raggiunge i 220 chilometri), l'area del suo bacino è di 4 260 km².

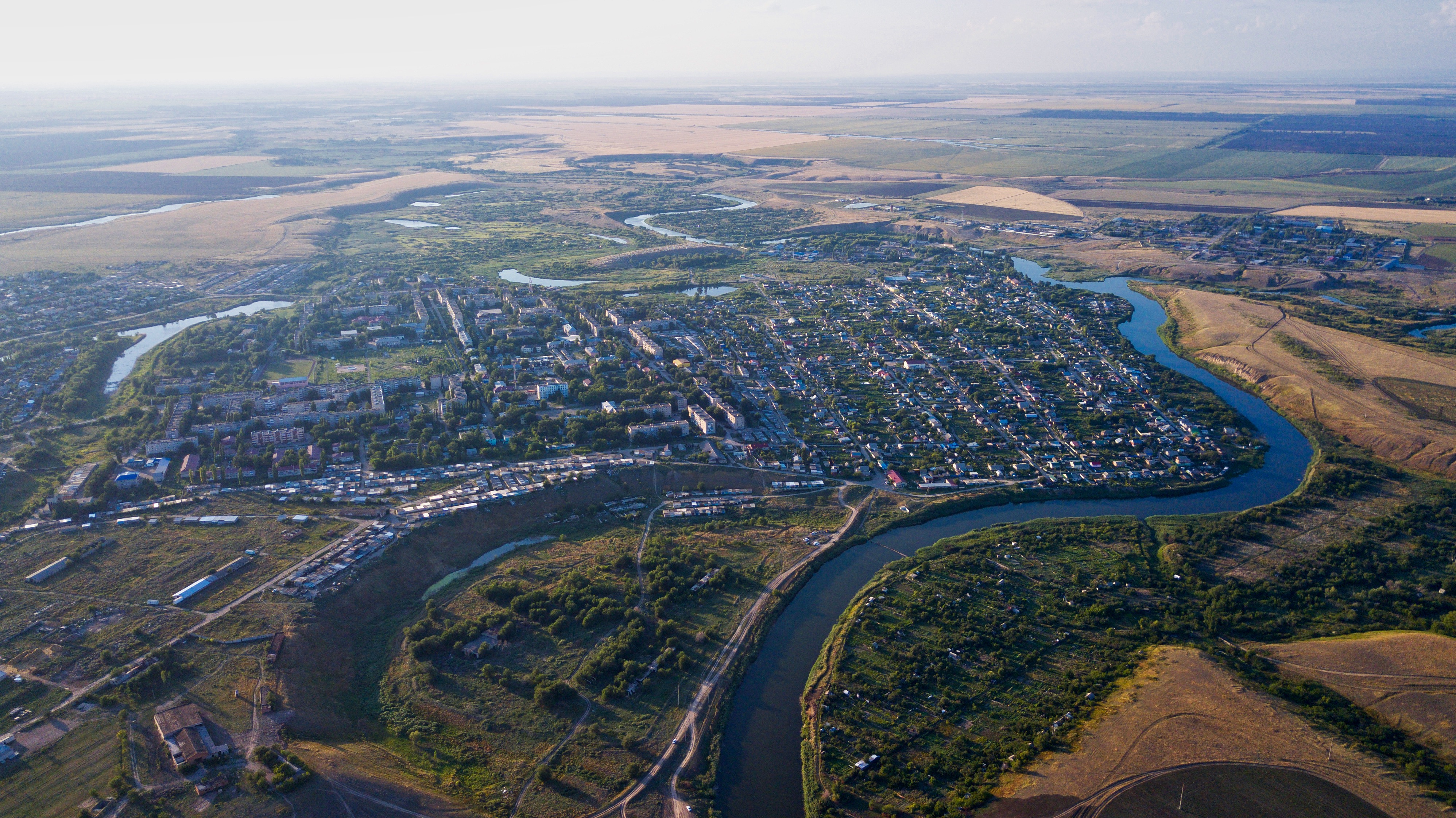
Il fiume a Stepnoe

Lungo il suo corso attraversa gli insediamenti di Stepnoe e Sovetskoe.